# Marsangy
Marsangy és un municipi francès, situat al departament del Yonne i a la regió de Borgonya - Franc Comtat. L'any 2007 tenia 816 habitants.

## Demografia

### Població
El 2007 la població de fet de Marsangy era de 816 persones. Hi havia 300 famílies, de les quals 56 eren unipersonals (20 homes vivint sols i 36 dones vivint soles), 112 parelles sense fills, 124 parelles amb fills i 8 famílies monoparentals amb fills.
La població ha evolucionat segons el següent gràfic:
Habitants censats

### Habitatges
El 2007 hi havia 406 habitatges, 307 eren l'habitatge principal de la família, 61 eren segones residències i 38 estaven desocupats. Tots els 404 habitatges eren cases. Dels 307 habitatges principals, 290 estaven ocupats pels seus propietaris, 11 estaven llogats i ocupats pels llogaters i 6 estaven cedits a títol gratuït; 9 tenien dues cambres, 41 en tenien tres, 83 en tenien quatre i 174 en tenien cinc o més. 253 habitatges disposaven pel capbaix d'una plaça de pàrquing. A 114 habitatges hi havia un automòbil i a 179 n'hi havia dos o més.

### Piràmide de població
La piràmide de població per edats i sexe el 2009 era:
| Homes | Edats   | Dones |
| ----- | ------- | ----- |
| 0     | 95 o +  | 0     |
| 0     | 90 a 94 | 8     |
| 0     | 85 a 89 | 16    |
| 0     | 80 a 84 | 8     |
| 8     | 75 a 79 | 8     |
| 20    | 70 a 74 | 20    |
| 16    | 65 a 69 | 32    |
| 28    | 60 a 64 | 8     |
| 8     | 55 a 59 | 8     |
| 32    | 50 a 54 | 20    |
| 36    | 45 a 49 | 40    |
| 36    | 40 a 44 | 12    |
| 32    | 35 a 39 | 32    |
| 24    | 30 a 34 | 24    |
| 8     | 25 a 29 | 8     |
| 4     | 20 a 24 | 0     |
| 8     | 15 a 19 | 8     |
| 28    | 10 a 14 | 16    |
| 32    | 5 a 9   | 40    |
| 8     | 0 a 4   | 8     |

## Economia
El 2007 la població en edat de treballar era de 538 persones, 391 eren actives i 147 eren inactives. De les 391 persones actives 360 estaven ocupades (183 homes i 177 dones) i 31 estaven aturades (16 homes i 15 dones). De les 147 persones inactives 53 estaven jubilades, 41 estaven estudiant i 53 estaven classificades com a «altres inactius».

### Ingressos
El 2009 a Marsangy hi havia 322 unitats fiscals que integraven 850,5 persones, la mediana anual d'ingressos fiscals per persona era de 19.997 €.

### Activitats econòmiques
Dels 14 establiments que hi havia el 2007, 2 eren d'empreses de construcció, 4 d'empreses de comerç i reparació d'automòbils, 1 d'una empresa de transport, 1 d'una empresa immobiliària, 2 d'empreses de serveis i 4 d'empreses classificades com a «altres activitats de serveis».
Dels 3 establiments de servei als particulars que hi havia el 2009, 1 era un taller de reparació d'automòbils i de material agrícola, 1 paleta i 1 saló de bellesa.
L'any 2000 a Marsangy hi havia 7 explotacions agrícoles.

## Equipaments sanitaris i escolars
El 2009 hi havia una escola elemental integrada dins d'un grup escolar amb les comunes properes formant una escola dispersa.

## Poblacions més properes
El següent diagrama mostra les poblacions més properes.